# 共有核武器

无核武国家
核武装国家
共有核武器
不属于以上分类，但加入《不扩散核武器条约》

共有核武器指無核武國家被納入有核武國家的盟國式核保護傘下，希望藉以免除被核武攻擊的可能性。名義上該有核國提供象徵性的核武共同指揮權，並在演習時有可能提供核武掛載於被保護國的武器平台上進行軍演，有可能長期佈署核武於該國的駐軍基地。

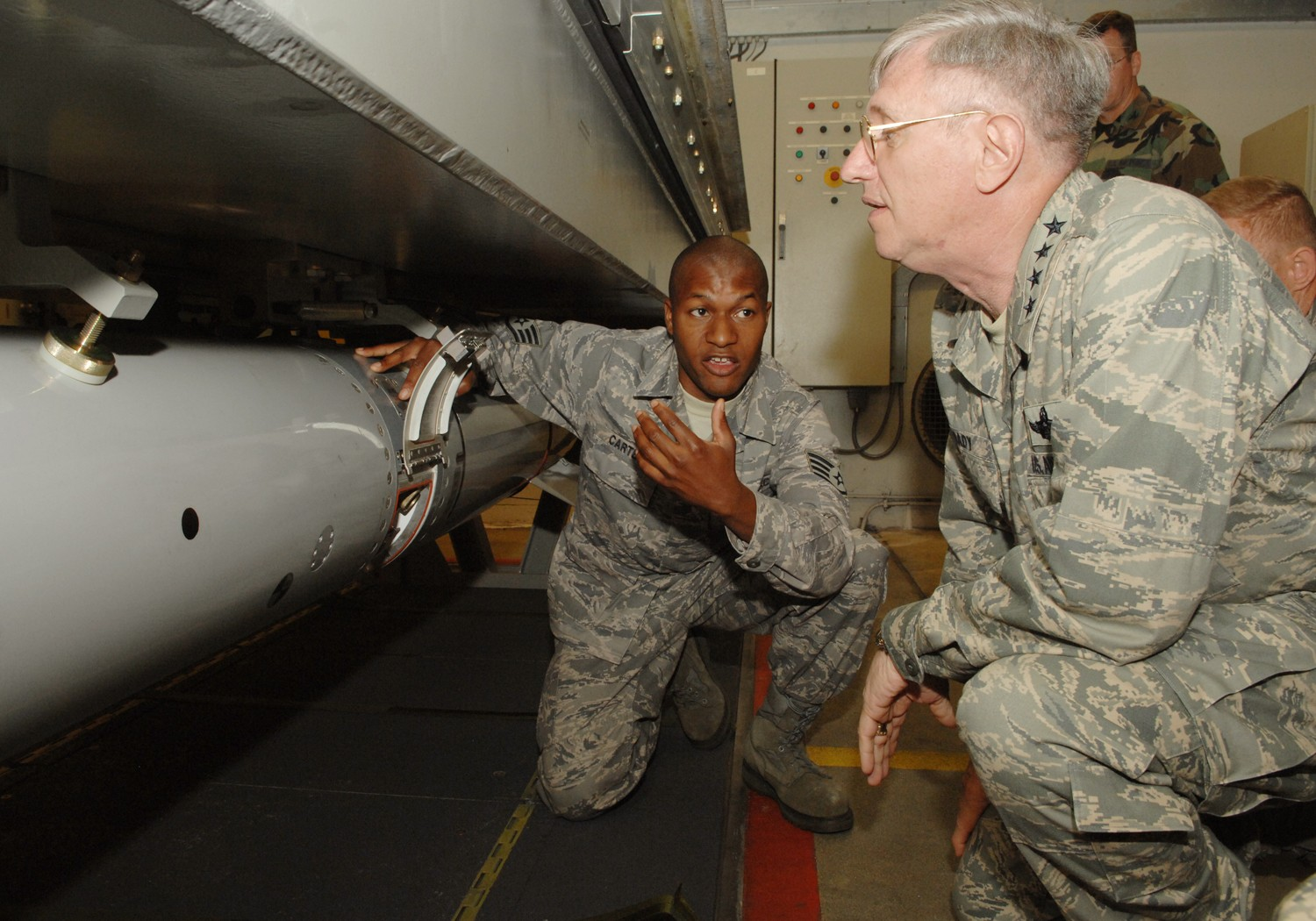
美國駐歐空軍司令羅杰·布雷迪（Roger A. Brady）視察沃爾克爾空軍基地（Volkel Air Base）其荷蘭皇家空軍的F-16戰鬥機所搭載B-61戰術核子彈作業，攝於2008年6月11日。

## 美國亞太盟國
美國在亞太地區的關鍵盟國日本、南韓、澳洲與在西亞的盟國巴林、約旦、科威特、阿曼、卡塔尔、沙烏地阿拉伯、阿联酋等國，為了因應俄國威脅、伊朗核問題、朝核問題和中國崛起所帶來的核武恐懼，故美方依據跟日本、南韓等國的共同防禦協定，將其盟國納入「核保護傘」底下，尤其是具有運用核武能力的美國太平洋空軍、駐日美軍及駐韓美軍，當敵方發動「第一次打擊」的時候，就可以偕同駐在國軍隊以核武反擊。

## 美國歐洲盟國
北大西洋公約組織中主要擁有核武器的國家分別為美國、英國與法國，但是只有美國經由共有核武器（Nuclear sharing）政策則提供核武器給其他沒有自己研發核武器的成員國。共有核武器政策其目的是為了增加北約組織的核武嚇阻能力，計畫由美國先為非美國製造的戰機提供美國的核炸彈以及相對應的裝備，之後由其他北約國家提供戰機、需要的技術裝備、飛行員以及其他「非核心的」工作人員。截至2009年11月時，包括比利時、德國、荷蘭、土耳其與義大利等北約國家都透過共有核武器政策來部署和儲存核武器，不過分別在1984年與2001年時曾加入美國核武器部署計畫的加拿大和希臘則紛紛宣告退出合作。另外在1992年時，英國也獲得了包括核火砲（Nuclear artillery）、MGM-52長矛飛彈（MGM-52 Lance）等美製戰術核武器，不過英國主要是將這些裝備與自身核武器結合並且部署在德國境內。
不過過去共有核武器政策的投射工具並不僅限於炸彈方面，例如希臘曾經是以MIM-14勝利女神-力士飛彈（MIM-14 Nike-Hercules）與A-7海盜二式攻擊機作為投射平臺，加拿大則是採用了CIM-10飛彈、MGR-1誠實約翰飛彈（MGR-1 Honest John）、AIR-2精靈空對空核彈（AIR-2 Genie）以及可掛載戰術核炸彈的CF-104星式戰鬥機（Canadair CF-104 Starfighter）。義大利和土耳其空軍部隊則是與美國共同使用PGM-19木星（PGM-19 Jupiter）中程彈道飛彈，而英國皇家空軍則是引入了PGM-17雷神（PGM-17 Thor）中程彈道導彈作為部署平臺。此外在共有核武器政策之擴展多邊核力量計畫（Multilateral Force）中則邀請北約各成員國的水面艦艇配備有UGM-27北極星飛彈，而英國也購買了北極星飛彈並且安裝自己生產的核武器彈頭，不過最終這一裝備北約水面艦艇的計劃遭到廢除。而在蘇聯宣告瓦解之後，北約內部國家開始將核武器共用的投射平臺轉為能夠由戰機投射的戰術核彈。截至2005年為止，預估美國在歐洲所提供的480枚各式核武器之中，有將近180多枚的B-61戰術核子彈處於備戰狀態。這些核武器都存放於由美國空軍武器儲存暨安全系統（Weapons Storage and Security System）管理的加固飛機掩體（Hardened aircraft shelter）中，其中德國又以靠近盧森堡邊境的德軍比歇爾核武器基地最為龐大，該基地擁有11個加固飛機掩體，且德國配備有44枚核武器於此，其中便有20枚B-61戰術核子彈是規劃由德國空軍部隊進行核武器投射之用。
參與共有核武器政策的國家會就核武器在領土的儲存上進行多次磋商，並且在有關核武器的決策下達上是採取共同決定的方式。在和平時期，有關核武器的安全部分仍主要是由美國陸軍轄下部隊負責，而佈署於無核武器國家的核武器之儲存以及引爆所需之代碼也都是由美國進行掌管，而關於核武器的保養以及管理則是由部署於北約各個主要作戰基地的美國空軍以及合作國的軍隊共同負責。如果戰爭爆發的話，核武器則會安裝在參與國的F-16戰隼戰鬥機或者是龍捲風戰鬥轟炸機下準備進行投射，但是有關啟用核武器的代碼仍由美國政府控制。

## 俄白聯盟國
2022年2月27日，在2022年俄羅斯入侵烏克蘭后不久，白俄罗斯人在公民投票中投票废除苏联解体后宪法所禁止在白俄罗斯建立核武器的禁令。在2022年6月25日的一次会议上，俄罗斯总统普京和白俄罗斯总统卢卡申科同意部署俄罗斯短程核导弹。为核共享部署核弹头将需要进一步的决定，可能会在数年后做出，并且可能与北约未来的决定挂钩；且核武库最晚的部署时间不晚于7月份。
俄罗斯将向白俄罗斯提供具有核能力的伊斯坎德尔-M导弹系统。导弹的常规版本和核版本都将提供给白俄罗斯。此外，普京表示，他将促进白俄罗斯Su-25轰炸机携带核导弹所需的修改。
2023年3月26日，俄羅斯總統普京正式宣布在白俄羅斯部署核武。
2023年5月25日，俄羅斯國防部長紹伊古與白俄羅斯國防部長赫列寧於白俄羅斯首都明斯克簽署軍事協議，使俄羅斯能夠將自身的核武器存放在白俄羅斯領土的特殊儲存設施中。
2023年5月26日，白俄羅斯總統盧卡申科表示普京已簽署命令，戰術核武正在運送至白俄。而白俄羅斯高層官員則表示，西方國家令白俄別無選擇，只好在境內部署俄羅斯的戰術核武，更指1991年蘇聯解體後撤回戰術核武是合乎邏輯的，因為當時美國提供了安全保證，並且也沒實施制裁，但現在一切已經改變。
2023年5月28日，白俄羅斯總統盧卡申科表示，如果有其他國家想要加入俄羅斯與白俄羅斯聯盟，他可以保證「每個國家都可以得到核武器」，更邀請哈薩克加入，但遭到拒絕。
2023年6月9日，俄羅斯總統普京表示，特殊儲存設施將於7月7日到8日備妥，介時將開始在白俄羅斯部署戰術核武。
2023年6月13日，白俄羅斯總統盧卡申科表示，俄羅斯戰術核武將於「數天內」在白俄領土完成部署，且如有需要，白俄也有相關設施可部署遠程飛彈。其後一天，盧卡申科表示，已開始接收俄羅斯的戰術核武，其中有一部分的威力比美國1945年在日本廣島、長崎投放的原子彈還強大3倍。
2023年6月16日，俄羅斯總統普京證實，已在白俄羅斯部署「戰術核武」，提醒西方國家無法讓俄羅斯蒙受戰略失敗，並警告勿再武裝或援助烏克蘭。
有關部署是白俄羅斯自蘇聯解體放棄核武以來，重新獲得核武，亦是自蘇聯解體以來，俄羅斯首次在境外部署核武。

## 爭議
不結盟運動成員曾呼籲所有國家「應該避免任何以軍事目的為主的任何形式安排的共有核武器作法」，同時這項作法也可能違反了《不擴散核武器條約》第一條中所提到的「不允許核武器擁有之國家直接或者間接地將核武器轉讓給他國」。對此北約組織則認為共有核武器政策與《不擴散核武器條約》並沒有衝突，因為「部署在歐洲的美國核武器其唯一固定且完整的保管和控制權仍然是美國所擁有」。然而在某種程度上來看，有其他非核武器的北約成員國協助處理核武器管理的平時作業，以及將部分戰機改造成適合美製核武器都有可能涉嫌一些核武器技術轉移的疑慮，同時這些非核武國家也因為共有核武器政策而潛在具有進行核戰爭的能力，例如該國在政治動盪或某種因素時迅速派兵劫持佈署於己方境內的核武，確實有成功的可能性。
不過實際上在1968年商討《不擴散核武器條約》進行談判時，有關北約組織部分國家擁有核武器部分仍是處於保密狀態，而包括蘇聯等一些知道共有核武器協議的國家代表也不將其納入考量的因素之一，這使得許多簽署《不擴散核武器條約》的國家其實也不知道有相關協定的存在。